# Cycnoches herrenhusanum
Cycnoches herrenhusanum är en orkidéart som beskrevs av Rudolph Jenny och Gustavo Adolfo Romero. Cycnoches herrenhusanum ingår i släktet Cycnoches, och familjen orkidéer. Inga underarter finns listade i Catalogue of Life.